# Première bataille de Yeonpyeong
Guerre du Crabe
Batailles
- Gangneung
- Yeosu
- Yeonpyeong (1re)
- Amami-Ōshima
- Yeonpyeong (2e)
- Daecheong
- Baengnyeong
- Yeonpyeong (bombardement)

La première bataille de Yeonpyeong est une bataille navale livrée entre l'Armée populaire de Corée et la Marine de la république de Corée du 9 juin 1999 au 15 juin 1999 près de l'île de Yeonpyeong, en Corée du Sud. Elle s'est conclue par une victoire sud-coréenne.

## Contexte
Cette bataille a lieu en 1999 dans le contexte de la guerre du Crabe entre les deux Corées.

## Déroulement
Elle a eu lieu autour de la « Northern Limit Line », en mer Jaune, près de l'île de Yeonpyeong. Du 9 au 15 juin 1999, plusieurs incidents opposèrent des navires des deux pays, faisant 30 morts et 70 blessés parmi les marins nord-coréens, et 9 blessés parmi les marins sud-coréens. Il s'agit d'un des plus grands incidents maritimes de la guerre du Crabe avec la seconde bataille de Yeonpyeong, livrée le 29 juin 2002.

## Conséquences
Aggravant une nouvelle fois de plus les relations entre les deux pays, l'issue de cette bataille verra également une seconde bataille maritime près de l'île de Yeonpyeong, le 29 juin 2002, qui sera également remportée par les Sud-Coréens. Par la suite, cette île sera le théâtre également d'un nouvel incident lorsqu'elle fut bombardée par la Corée du Nord le 23 novembre 2010, considérée comme une protestation aux manœuvres militaires sud-coréennes qui avaient lieu au large de l'île.